# Lamprohiza
Lamprohiza är ett släkte av skalbaggar som beskrevs av Victor Ivanovitsch Motschulsky 1852. Lamprohiza ingår i familjen lysmaskar.
Släktet innehåller bara arten Lamprohiza splendidula.

## Bildgalleri

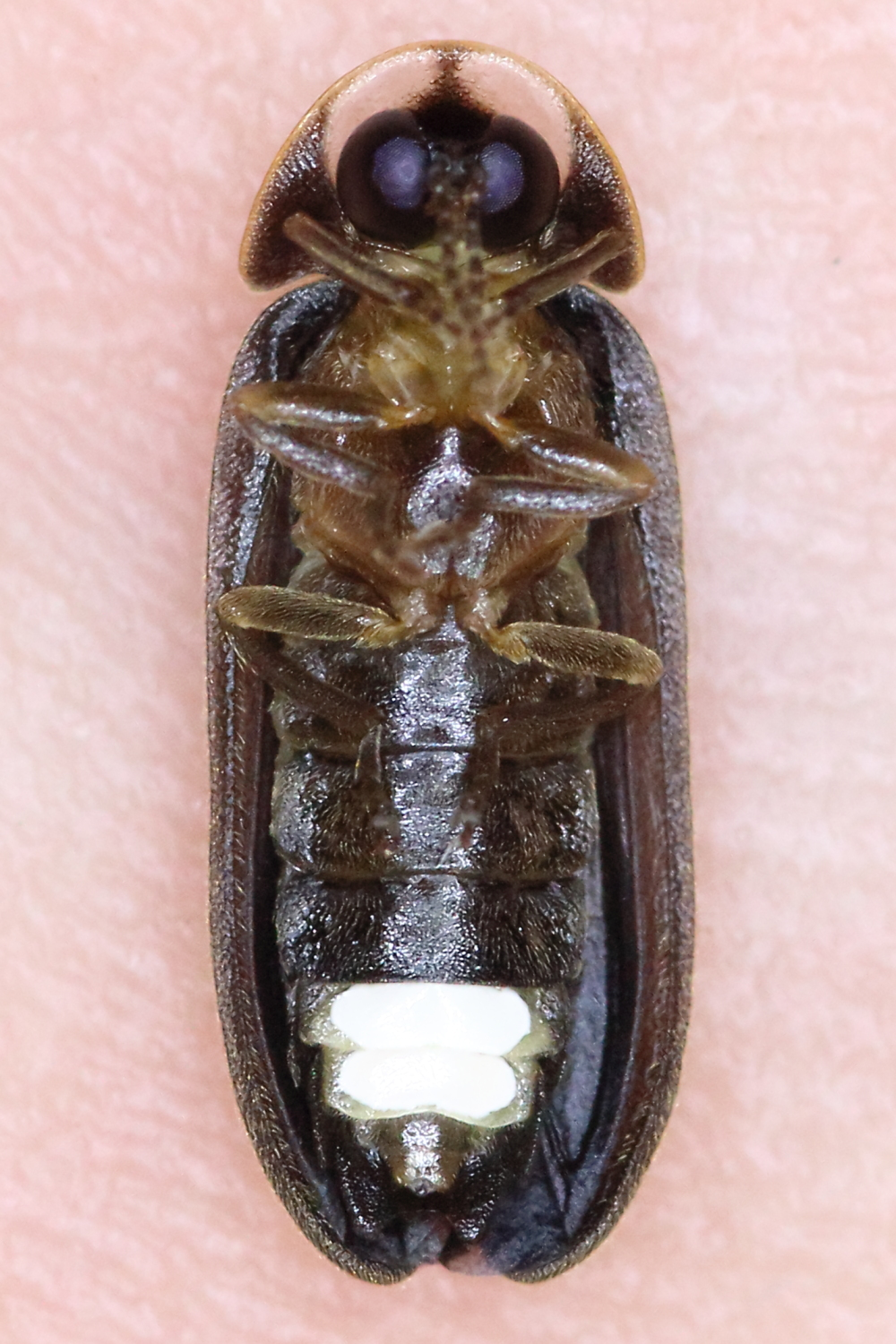
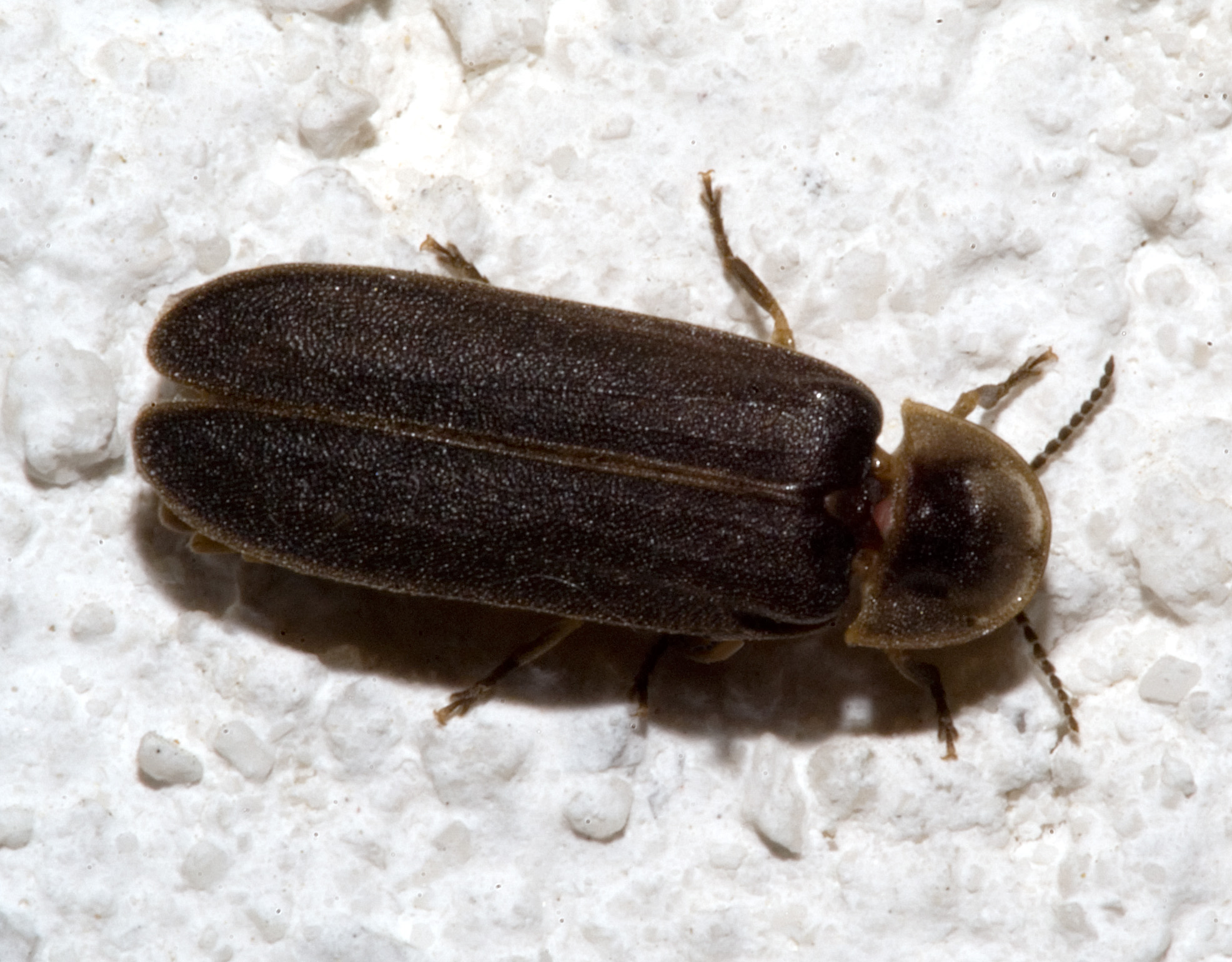
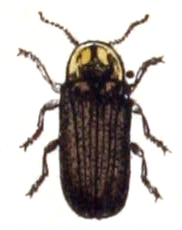